# 阿賀野市消防本部
阿賀野市消防本部（あがのししょうぼうほんぶ）は、新潟県阿賀野市の消防部局（消防本部）。管轄区域は阿賀野市全域。

## 概要
- 消防本部：阿賀野市安野町14-4
- 管内面積：192.72km2
- 職員定数：85人
- 消防署1カ所、分署1カ所
- 主力機械（2023年4月1日現在）
  - 普通消防ポンプ自動車：4
  - 水槽付消防ポンプ自動車：1
  - はしご付ポンプ消防自動車：1
  - 高規格救急自動車：4
  - 救助工作車：1
  - 指揮車：1
  - 指揮支援車
  - 資材搬送車：1
  - 連絡車：4

## 沿革
- 1973年4月1日　北蒲原郡水原町、安田町、笹神村及び京ヶ瀬村の2町2村による一部事務組合の水原郷消防組合が発足する。
  - 水原町消防本部、安田町消防本部が水原郷消防本部に移行し、1本部1署3分遣所（安田・笹神・京ヶ瀬）体制で広域常備消防事務を開始する。
- 1974年4月　笹神分遣所新庁舎が落成し、移転する。
- 1979年4月1日　一部事務組合の阿賀北広域組合が発足する。
  - 水原郷消防組合は1979年3月31日をもって解散し、阿賀北広域組合で常備消防事務を実施する。
- 1983年4月15日　消防新庁舎が落成し、移転する。
- 1993年12月16日　救助工作車を消防署に配備する。
- 1996年3月　高規格救急自動車を消防署に配備する。
- 2001年4月1日　京ヶ瀬分遣所新庁舎が落成し、移転する。
- 2004年4月1日　水原町、安田町、笹神村及び京ヶ瀬村の新設合併に伴い、阿賀野市が発足する。
  - 阿賀野市は、阿賀北広域組合より常備消防事務を承継し、単独消防として、阿賀野市消防本部を設置する。
- 2005年3月　24メートル級はしご付消防自動車を消防署に配備する。
- 2008年10月　高規格救急車を更新(新型トヨタ・ハイメディック)それに伴い、旧高規格救急車(初代トヨタ・ハイメディックを安田分遣所に配置)

## 組織
- 本部 - 消防団事務局、総務課、防災課、予防課
- 消防署

## 消防署
| 消防署         | 住所       | 分遣所                                            |
| -------------- | ---------- | ------------------------------------------------- |
| 阿賀野市消防署 | 安野町14-4 | 安田：保田1821-6 笹神：山崎89 京ヶ瀬：姥ヶ橋660-5 |